# 森田村
森田村（もりたむら）は青森県西津軽郡に位置する村である。2005年2月11日につがる市が発足するのに伴い廃止した。

## 地理
- 山：
- 河川：
- 湖沼：狄ヶ館溜池、小戸六溜池

### 隣接していた自治体
- 弘前市
- 西津軽郡：鰺ヶ沢町、木造町、柏村
- 北津軽郡：鶴田町

## 歴史
- 1889年（明治22年）4月1日 町村制施行により大館村、床舞村、森田村、山田村、中田村が合併し、森田村が発足。
- 1904年（明治37年）4月1日 木造町の大字上相野、下相野を編入。
- 2005年（平成17年）2月11日 木造町、柏村、稲垣村、車力村と合併しつがる市となる。

## 行政
- 村長
  - 佐藤昭三（1992年（平成4年）5月17日 - 2005年（平成17年）2月11日）
  - 神繁春（1984年〜1992年（平成4年）在任中に死去

## 姉妹都市
- 白老町（北海道） 1991年（平成3年）10月22日

## 交通
- JR五能線
  - 越水駅・陸奥森田駅・中田駅
- バス
  - 弘南バス

## 名所・旧跡・行事・音楽

### 名所・旧跡
- 石神遺跡
- 新小戸六ダム
- 尊殿堂「三本藤」

### 行事
- 石神火まつり
- 石神火まつり冬の陣

### 音楽
- 民謡「弥三郎節」発祥の地 森田町下相野
- 組曲「フォー・シーズンズ」（Four Seasons of Morita Village）（穐吉敏子）
  - 森田村の四季を冬（リポーズ、Repose）、春（ポリネイション、Pollination：受粉の意）、夏（ノリト、Norito：祝詞）、秋（ハーヴェスト・シャッフル、Harvest Shuffle）の順に描く。

## 出身著名人
- 原田佐治郎（貴族院多額納税者議員）
- 松本莉緒 - 当村にて出生。